# Alain Le Hir
Pour les articles homonymes, voir Le Hir.
Alain Le Hir (Châteaulin, 9 août 1924 - Garches, 25 juin 2007) est un universitaire français, professeur de la faculté de pharmacie de Paris de l'université Paris-Descartes. Il est l'initiateur de la pharmacie galénique moderne.